# ميروسلاف رادوشيفيتش
ميروسلاف رادوشيفيتش (بالصربية: Мирослав Радошевић) مواليد 6 فبراير 1973 في جمهورية صربيا الاشتراكية، هو لاعب كرة سلة صربي سابق. بدأ مسيرته الاحترافية في سنة 1996. حقق المركز الأول في بطولة أمم أوروبا لكرة السلة 1997. اعتزل اللعب في 2007.

## المسيرة الاحترافية
لعب مع نادي بارتيزان لكرة السلة من سنة 1997 إلى 2000، ثم لعب مع تورك تيليكوم في الدوري التركي من سنة 2000 إلى 2002، ثم لعب مع روزيتو شاركز في الدوري الإيطالي في موسم 2002–2003، ثم لعب مع أسكو غدينيا في موسم 2003–2004، ثم لعب مع بانفيت لكرة السلة في الدوري التركي من سنة 2004 إلى 2007.

## الميداليات
| الميدالية | المسابقة                         |
| --------- | -------------------------------- |
| ذهبية     | بطولة أمم أوروبا لكرة السلة 1997 |

## روابط خارجية
- ميروسلاف رادوشيفيتش على موقع الاتحاد الدولي لكرة السلة (الإنجليزية)
- ميروسلاف رادوشيفيتش على موقع الدوري الأوروبي لكرة السلة (الإنجليزية)
- ميروسلاف رادوشيفيتش على موقع كرة السلة الأوروبية.كوم (الإنجليزية)
- ميروسلاف رادوشيفيتش على موقع ريلجم (الإنجليزية)
- ميروسلاف رادوشيفيتش على موقع بروبوليرز (الإنجليزية)
- ميروسلاف رادوشيفيتش على موقع سبورتس رفرنس (الإنجليزية)